# Hiện thân tà ác
Hiện thân tà ác (tiếng Anh: Malignant) là một bộ phim điện ảnh thuộc thể loại kinh dị - giật gân - trinh thám của Mỹ được ra mắt vào năm 2021 do James Wan làm đạo diễn và đồng sản xuất, với phần kịch bản do Akela Cooper chắp bút. Bộ phim có sự tham gia của các diễn viên gồm Annabelle Wallis, Maddie Hasson, George Young, Jacqueline McKenzie và Michole Briana White.
Bộ phim được Warner Bros. Pictures phân phối và chính thức công chiếu tại Mỹ từ ngày 10 tháng 9 năm 2021 và đồng thời còn phát hành trên nền tảng trực tuyến HBO Max vào tháng 10 cùng năm. Bộ phim cũng được CGV mua bản quyền và phân phối phát hành tại Việt Nam từ ngày 12 tháng 11 năm 2021. Sau khi ra mắt, dù chỉ thu về 34 triệu USD từ kinh phí 40 triệu USD nhưng nhìn chung thì bộ phim đã được giới phê bình khen ngợi nhiệt liệt.

## Nội dung
Năm 1993, tại Bệnh viện Nghiên cứu Simion, Bác sĩ Florence Weaver cùng các đồng nghiệp của cô là Victor Fields và John Gregory điều trị cho một bệnh nhân bạo lực tên là Gabriel, người có khả năng điều khiển điện và truyền tải suy nghĩ của mình qua loa. Sau khi Gabriel giết chết một số nhân viên, Weaver nói rằng "căn bệnh ung thư" phải được loại bỏ.
27 năm sau, Madison Lake-Mitchell, một phụ nữ mang thai sống ở Seattle, trở về nhà với người chồng vũ phu của mình, Derek. Khi tranh cãi về những lần sảy thai trước của cô, Derek đã đập đầu Madison vào tường. Sau khi nhốt mình trong phòng, cô gặp ác mộng về việc có người đột nhập vào nhà và giết chết Derek. Tên sát nhân đã tấn công cô ngay sau khi cô nhìn thấy xác của Derek, khiến cô bất tỉnh. Madison tỉnh lại trong bệnh viện và được cô em gái Sydney thông báo rằng đứa con trong bụng cô đã chết sau vụ tấn công. Sau khi được thẩm vấn bởi hai thám tử cảnh sát Kekoa Shaw và Regina Moss, Madison trở về nhà. Madison tiết lộ với Sydney rằng cô được nhận nuôi năm 8 tuổi và không có ký ức về cuộc sống trước đó. Tên sát nhân bắt cóc một phụ nữ làm hướng dẫn viên tại Seattle Underground. Sau đó, Madison trải qua một ảo ảnh khác, cô thấy Bác sĩ Weaver bị tên sát nhân dùng chiếc cúp đánh chết.
Trong quá trình điều tra, Shaw và Moss tìm thấy bức ảnh Madison còn nhỏ trong nhà Weaver và biết rằng Weaver chuyên về phẫu thuật tái tạo. Madison và Sydney đến đồn cảnh sát khai báo sau khi Madison nhìn thấy ảo ảnh tên sát nhân sát hại Bác sĩ Fields. Tên sát nhân sau đó gọi cho Madison, tiết lộ hắn là Gabriel. Madison và Sydney đến thăm mẹ của họ và biết rằng Gabriel là một người bạn tưởng tượng mà Madison thường nói chuyện lúc cô còn nhỏ, nhưng cũng có thể là người mà cô biết trước khi được nhận nuôi. Shaw sau đó tìm thấy mối liên hệ giữa các bác sĩ và Madison thông qua nhật ký ghi chép của Weaver, khiến anh ta phát hiện ra vụ sát hại Bác sĩ Gregory.
Shaw và Moss mời một nhà trị liệu tâm thần đến để giải mã ký ức của Madison. Madison nhớ lại rằng tên khai sinh của cô là Emily May và có lần Gabriel từng xui khiến cô giết Sydney từ trong bụng mẹ. Sau khi Sydney ra đời, Madison đã quên mất Gabriel. Người phụ nữ bị bắt cóc thoát khỏi dây trói và rơi xuống từ gác mái nhà Madison, tiết lộ rằng Gabriel đang bí mật sống ở đó. Tin rằng Madison là hung thủ của những vụ giết người, cảnh sát bắt giữ cô trong khi người phụ nữ, được tiết lộ là mẹ ruột của Madison, Serena May, được đưa đến bệnh viện gần đó.
Sydney đến bệnh viện Simion nay đã bị bỏ hoang, nơi Emily từng được điều trị và phát hiện ra rằng Gabriel là anh trai sinh đôi ký sinh của Emily, kẻ mang hình dạng một khối u hình người dính trên lưng Emily. Weaver đã phẫu thuật cho Emily và cắt bỏ cơ thể của Gabriel ngoại trừ bộ não mà Emily và Gabriel sử dụng chung. Gabriel vẫn ngủ yên cho đến khi Derek đập đầu Madison vào tường. Gabriel có thể điều khiển ngược cơ thể của Madison khi hắn nắm quyền kiểm soát. Bị các nữ phạm nhân trong phòng giam hành hung, Gabriel nhô ra khỏi hộp sọ của Madison và chiếm quyền kiểm soát cơ thể của cô một lần nữa, tàn sát các nữ phạm nhân và nhiều sĩ quan cảnh sát trước khi đến bệnh viện truy sát Serena.
Sydney và Shaw đến bệnh viện nhưng bị Gabriel tấn công. Sydney thông báo với Madison rằng Gabriel là thủ phạm khiến cô sảy thai vì hắn ăn bào thai của cô để có thêm sức mạnh. Khi Gabriel cố gắng giết Sydney, Madison tỉnh lại và giành lại quyền kiểm soát cơ thể của mình. Trong một khung cảnh đen tối, cô nhốt Gabriel sau song sắt và nói rằng cô sẵn sàng đối đầu với hắn nếu một ngày nào đó hắn thoát ra. Gabriel lại chìm vào trong đầu cô. Trở lại bệnh viện, Madison nhấc chiếc giường bệnh ra khỏi người Sydney và nói rằng dù họ không cùng dòng máu nhưng cô sẽ luôn yêu thương Sydney như em gái ruột. Serena vui vẻ nhìn hai chị em Madison ôm nhau.

## Diễn viên
- Annabelle Wallis trong vai Madison Lake-Mitchell
  - Mckenna Grace trong vai Madison Lake lúc nhỏ
- Maddie Hasson trong vai Sydney Lake
- George Young trong vai Thám tử Kekoa Shaw
- Michole Briana White trong vai Thám tử Regina Moss
- Jean Louisa Kelly trong vai Jane Doe / Serena May
  - Madison Wolfe trong vai Serena May lúc trẻ
- Susanna Thompson trong vai Jeanne Lake
- Jake Abel trong vai Derek Mitchell
- Jacqueline McKenzie trong vai Bác sĩ Florence Weaver
- Christian Clemenson trong vai Bác sĩ Victor Fields
- Amir Aboulela trong vai Bác sĩ Gregory
- Ingrid Bisu trong vai Winnie
- Ruben Pla trong vai Thanh tra Rubin
- Josh Rutgers trong vai trọng tài
- Jon Lee Brody trong vai Thanh tra Lee
- Dan Ramos trong vai Basco
- Paula Marshall trong vai Beverly
- Zoë Bell trong vai Scorpion
- Ray Chase trong vai Gabriel (lồng tiếng)
  - Marina Mazepa trong vai Gabriel (hình người thật)
- Andy Bean trong vai Frank
- Patricia Velásquez trong vai y tá Velasquez

## Sản xuất

### Ý tưởng và phát triển
Tháng 7 năm 2019, có thông báo rằng James Wan sẽ đạo diễn một bộ phim mới tại New Line Cinema từ kịch bản của Akela Cooper và J. T. Petty, dựa trên một câu chuyện gốc mà anh viết cùng với người vợ của mình là nữ diễn viên Ingrid Bisu. Cooper cuối cùng cũng đã chiếm suất viết toàn bộ kịch bản từ câu chuyện gốc của Wan, Bisu và chính Cooper, đồng thời James Wan cũng sẽ hợp tác với Michael Clear để sản xuất tác phẩm này dưới hãng phim của anh là Atomic Monster Productions.
Tháng 9 năm 2019, Wan chính thức tiết lộ tựa đề cho tác phẩm là Hiện thân tà ác, với tờ nhật báo Bloody Disgusting tiết lộ rằng bộ phim sẽ phù hợp với một bộ phim mang phong cách bí ẩn và ly kỳ dưới hình thức trinh thám. Niềm đam mê của Bisu với những dị thường về y học đã khiến cô đọc những mẩu chuyện về Edward Mordake, điều này đã truyền cảm hứng cho cô rất nhiều về nhân vật Gabriel.
Ngày 24 tháng 10 năm 2019, James Wan tiết lộ:
| “           | Sẽ thật khó để nói rằng bộ phim này được dựa trên tiểu thuyết của tôi, Malignant Men. Đây chắc chắn không phải là một bộ phim về siêu anh hùng [dù nhân vật Malignant Man là siêu anh hùng thực]. Hiện thân tà ác của tôi là một bộ phim kinh dị gốc hoàn toàn không dựa trên bất kỳ tác phẩm gốc nào cả. | ” |
| — James Wan | |   |

Với tác phẩm này, Wan cũng đã tiết lộ rằng bản thân bộ phim cũng chịu ảnh hưởng không nhỏ từ các tác phẩm kinh dị kinh điển của nhà làm phim người Ý Dario Argento.

### Chọn diễn viên
Tháng 8 năm 2019, ba diễn viên Annabelle Wallis, George Young, và Jake Abel tham gia bộ phim. Một tháng sau, ba diễn viên khác gồm Maddie Hasson, Michole Briana White, và Jacqueline McKenzie cũng đã xác nhận tham gia dàn diễn viên đóng phim. Tháng 3 năm 2020, nữ diễn viên Mckenna Grace chính thức gia nhập dàn diễn viên.

### Quay phim
Quá trình sản xuất bộ phim diễn ra tại Los Angeles. Bộ phim chính thức bấm máy từ ngày 24 tháng 9 năm 2019 và đóng máy vào ngày 8 tháng 12 năm 2019.